# Lonchopria alopex
Lonchopria alopex is een vliesvleugelig insect uit de familie Colletidae. De wetenschappelijke naam van de soort is voor het eerst geldig gepubliceerd in 1917 door T.D.A. Cockerell. De soort werd ontdekt in La Paz (Bolivia).